# Baby Snakes (album)
A Baby Snakes Frank Zappa hasonló címmel kiadott filmjének (erősen rövidített) zeneanyaga, eredetileg képlemezként jelent meg – jóval a film (1979) után, 1983-ban.

## A lemezről
A lemez Zappa hagyományos – és legendás – New York-i, Halloweenkor (október 31.) adott nagyszabású fellépéseinek egyikén, az 1977-es koncertsorozaton készült. Minderről háromórás "koncertfilm" készült, így némiképp meglepő, hogy a hanganyag csak 1983-ban jelent meg és mindössze 36 perc terjedelemben – az előbbinek talán magyarázata lehet, hogy Zappának a Warnerrel kötött szerződése 1982-ben járt le, így a kiadót becsmérlő összekötőszövegek megjelenésének nem lehetett akadálya.
Ugyanebből az időszakból és helyszínről származik a Sheik Yerbouti lemez Jewish Princess és Jones Crusher című száma is, de a Bowling On Charen szóló is a Trance-Fusion lemezről.
Az eredeti bakelitkiadáson az első dal előtt nem szerepelt az "Intro Rap", ez csak a CD-változatra került fel.

## Az album számai
1. Intro Rap/Baby Snakes (2:22)
2. Titties & Beer (6:13)
3. The Black Page #2 (2:50)
4. Jones Crusher (2:53)
5. Disco Boy (3:51)
6. Dinah-Moe Humm (6:37)
7. Punky's Whips (11:29)

## A zenészek
- Frank Zappa – szólógitár, ének
- Tommy Mars – billentyűs hangszerek, ének
- Patrick O'Hearn – basszusgitár
- Peter Wolf – billentyűs hangszerek
- Ed Mann – ütőhangszerek
- Terry Bozzio – dobok
- Adrian Belew – gitár, ének
- Roy Estrada – gázálarc, ének

## Technikai stáb
- Kerry McNab – hangmérnök
- Mark Pinske – digitális újrakeverés
- Norman Seeff – fotó
- Joe Chiccarelli – keverés
- Lynn Goldsmith – fotó

## Külső hivatkozások
- Dalszövegek és információk – az Information Is Not Knowledge honlapon;
- Olvasói vélemények – a Kill Ugly Radio oldalon